# Iliza Shlesinger
Iliza Vie Shlesinger ( /ɪˈlaɪzə_ˈʃlɛsɪŋɡər/ il-EYE -zə SHLESS -ing-gər; nacida el 22 de febrero de 1983 es una comediante, actriz, presentadora de televisión, productora ejecutiva y guionista estadounidense.  Fue la ganadora de Last Comic Standing de NBC en 2008 y pasó a presentar el programa de citas sindicado Excused de 2011 a 2013. Además, ha presentado el programa de juegos de TBS Separation Anxiety.  
En 2017, Shlesinger presentó su propio programa de entrevistas nocturno llamado Truth & Iliza en Freeform. Hasta el 2022, ha lanzado seis especiales de comedia en Netflix. Su programa de sketches cómicos The Iliza Shlesinger Sketch Show se estrenó en Netflix en abril del 2020.

## Primeros años
Iliza Vie Shlesinger nació el 22 de febrero de 1983 en la ciudad de Nueva York, NY en el seno de una familia judía. Se crio en Dallas, Texas, donde su familia se mudó cuando era una bebé. Asistió a la escuela privada Greenhill School en Addison, Texas, donde estudió español y participó en el equipo de improvisación de la escuela.
Shlesinger estudió en la Universidad de Kansas durante un año, y participó en un programa Semester at Sea. Se transfirió a Emerson College en Boston, Massachusetts, donde se especializó en cine. Allí, perfeccionó sus habilidades de redacción y edición, y se convirtió en miembro de uno de los grupos de sketches de comedia del campus, Jimmy's Travelling All Stars.

## Carrera

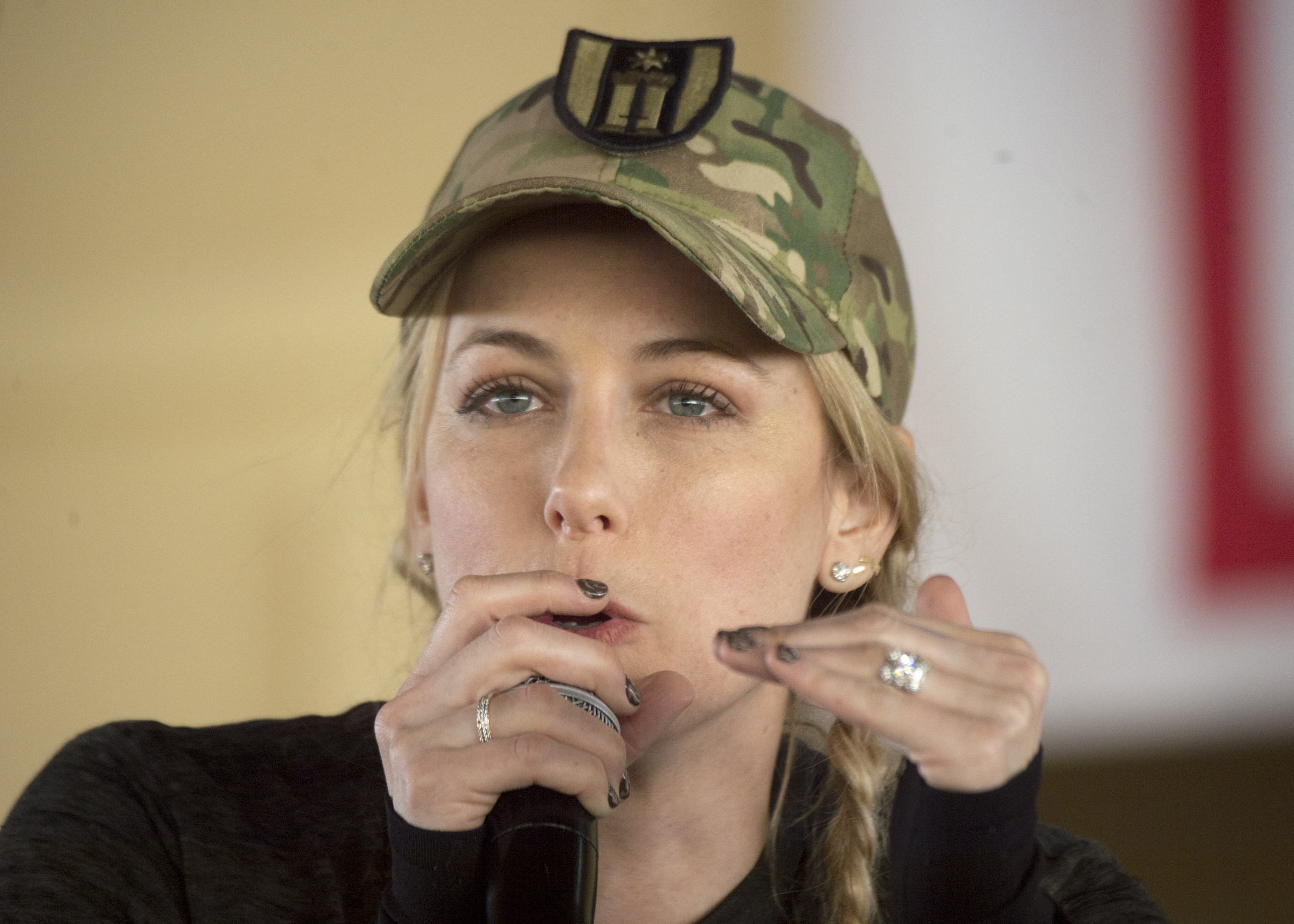
Shlesinger actuando en 2017

Shlesinger actuó con ComedySportz Dallas, y después de graduarse de Emerson, se mudó a Los Ángeles para dedicarse a la comedia stand-up. Era una de las integrantes más populares de un grupo de comediantes en Los Ángeles, que la llevó al escenario en The Improv en Hollywood para la competencia "Last Comic Standing".
En 2007, Shlesinger ganó el concurso So You Think You're Funny de Myspace y fue destacada como la Chica de la semana de Myspace de la cadena G4. En 2008, se convirtió en la primera mujer, y la más joven, ganadora de Last Comic Standing de NBC, en la sexta temporada de la serie. Fue seleccionada dos veces por otros comediantes para competir en las eliminaciones cara a cara, ganando cada vez. Apareció en The Last Comic Standing Tour.
Shlesinger trabajó con Lewis Black para contribuir a Surviving the Holidays, un especial de vacaciones de History Channel, y narró el documental de 2009 Imagine It!² The Power of Imagination. En 2010, lanzó un video de comedia on demand, Man Up and Act Like a Lady, y un álbum de comedia on demand, iliza LIVE, en su sitio web, a través de The ConneXtion. En la época de estos lanzamientos, Shlesinger apareció en una serie de videos de comedia de negocios para Slate.
Shlesinger presentó The Weakly News en TheStream.tv desde julio de 2007 hasta abril de 2012. También presentó Excused, una serie de competencia de citas basada en la realidad estadounidense sindicada, que se desarrolló entre 2011 y 2013. Coprotagonizó la película Paradise del 2013. En abril de 2023, continuaba con un podcast de consejos llamado Truth and Iliza, que comenzó en agosto de 2014. Con invitados famosos y amigos personales, el podcast quincenal es un foro para discutir asuntos que la molestan a ella y a los demás en el programa, con un tema punk interpretado por Being Mean to Pixley.
Shlesinger fue coanfitriona cómica de StarTalk Radio Show con Neil DeGrasse Tyson para la temporada 7, episodio 12 titulado Cosmic Queries: Galactic Grab Bag el 20 de mayo de 2016. El 13 de julio de 2016, el servicio de transmisión de ABC estrenó la "nueva serie de comedia digital de formato corto" de Shlesinger, Forever 31. La serie fue creada, escrita y producida y protagonizada por Shlesinger. Un programa nocturno para Shlesinger se puso en desarrollo en septiembre de 2016 para el canal de cable Freeform. Truth & Iliza comenzó a transmitirse el 2 de mayo de 2017 y duró seis episodios.

### Netflix
El primer álbum y video de comedia de Shlesinger, War Paint, se grabó el 1 de diciembre de 2012 en The Lakewood Theatre en Dallas, Texas, y se lanzó en Netflix el 1 de septiembre de 2013. Su segundo especial de stand-up, Freezing Hot, se grabó en Denver, Colorado, y se estrenó en Netflix el 23 de enero de 2015. Su tercer especial de stand-up de Netflix, titulado Confirmed Kills, se grabó en The Vic Theatre en Chicago, Illinois, y se estrenó en Netflix el 23 de septiembre de 2016. Su cuarto especial de stand-up de Netflix, Elder Millennial, fue grabado a bordo del USS Hornet, en el USS Hornet Sea, Air & Space Museum en Alameda, California, el 23 de febrero de 2018, y se estrenó en Netflix el 24 de julio de 2018. Su quinto especial de stand-up de Netflix, Unveiled, se grabó en Nashville y se estrenó en Netflix el 19 de noviembre de 2019.
Shlesinger también protagonizó la película Spenser Confidential de Netflix de marzo de 2020 y The Iliza Shlesinger Sketch Show, que se estrenó el 1 de abril de 2020. Shlesinger ha declarado que contrató intencionalmente a un equipo diverso de escritores para que sus sketches atrajeran a una audiencia racialmente diversa, y también con la intención de que su comedia no fuera "solo para mujeres".
Estrenada en Netflix el 7 de enero de 2021, luego de su estreno mundial el 4 de septiembre de 2020 en el 77.º Festival Internacional de Cine de Venecia, Shlesinger interpretó a Anita Weiss en Fragmentos de una mujer, la hermana de Martha, el personaje principal. Protagonizó, escribió y fue productora ejecutiva de la película de comedia romántica Good on Paper, que se estrenó en Netflix el 23 de junio de 2021.
Su sexto especial de comedia stand-up Iliza Shlesinger: Hot Forever se estrenó en Netflix en octubre de 2022.

### Otros créditos en televisión
Los créditos televisivos de Shelsinger incluyen Forbes Celebrity 100 de E! , America's Next Top Producer de TV Guide, Comedy Central Presents,  John Oliver's New York Stand-Up Show, Comics Unleashed de Byron Allen, y History of a Joke de History Channel. Shelsinger también tenía su propio programa en la red móvil de GOTV.

### Escritora
Shelsinger ha escrito para Heavy.com. El 7 de noviembre de 2017, Weinstein Books publicó el libro de Shlesinger Girl Logic: The Genius and the Absurdity con una introducción de Mayim Bialik.

## Asuntos legales
En diciembre de 2017, se informó que Shlesinger fue demandada por un hombre al que se le negó la entrada a uno de sus espectáculos solo para chicas. La queja inicial fue desestimada y luego se volvió a presentar como una demanda colectiva.

## Vida personal
Shlesinger se casó con el chef Noah Galuten el 12 de mayo de 2018 en una ceremonia judía en Los Ángeles. Tuvieron una hija en 2022. Según Schlesinger, tal como se presentó en su especial Hot Forever 2022, ella y su esposo habían logrado concebir previamente, pero sufrió un aborto espontáneo aproximadamente un año antes del nacimiento de su hija.

## Filmografía

### Especiales de comedia
| Año  | Título                        | Distribuidor |
| ---- | ----------------------------- | ------------ |
| 2013 | War Paint                     | Netflix      |
| 2015 | Freezing Hot                  | Netflix      |
| 2016 | Confirmed Kills               | Netflix      |
| 2018 | Elder Millennial              | Netflix      |
| 2019 | Unveiled                      | Netflix      |
| 2022 | Iliza Shlesinger: Hot Forever | Netflix      |

### Series
| Año  | Título                           | Papel                    | Notas                                                                          |
| ---- | -------------------------------- | ------------------------ | ------------------------------------------------------------------------------ |
| 2016 | Forever 31                       | Veronica                 | Miniserie. También creadora, escritora y productora ejecutiva                  |
| 2017 | Girlboss                         | Veronica                 | Episodio: "Top 8"                                                              |
| 2020 | The Iliza Shlesinger Sketch Show | Varios papeles           |                                                                                |
| 2020 | Crank Yankers                    | Ella misma               | Episodio: "Adam Carolla, Iliza Schlesinger & Demetri Martin"                   |
| 2020 | Robot Chicken                    | Dr. Liz Wilson / Realtor | Voz; Episodio: "Max Caenen In: Why Would He Know If His Mother's a Size Queen" |
| 2021 | Bosch                            | IA Lt. Kristine Klotz    | Episodio: "Workaround"                                                         |
| 2022 | Dollface                         | Ella misma               | Episodio: "Space Cadet”                                                        |

### Película
| Año  | Título                          | Papel         | Notas                                    |
| ---- | ------------------------------- | ------------- | ---------------------------------------- |
| 2013 | Paradise                        | Carol         |                                          |
| 2018 | Familia al instante             | October       |                                          |
| 2019 | Iliza Shlesinger: Over And Over | Self          | Documental                               |
| 2020 | Spenser Confidential            | Cissy         |                                          |
| 2020 | Fragmentos de una mujer         | Anita Weiss   |                                          |
| 2020 | The Opening Act                 | Val           |                                          |
| 2021 | The Right One                   | Kelly         |                                          |
| 2021 | Hysterical                      | Ella misma    | Documental                               |
| 2021 | Good on Paper                   | Andrea Singer | También escritora y productora ejecutiva |
| 2021 | Supercool                       | Victoria      |                                          |